# Anemia ouropretana
Anemia ouropretana är en ormbunkeart som beskrevs av Christ. Anemia ouropretana ingår i släktet Anemia och familjen Anemiaceae. Inga underarter finns listade.